# Agrilus titi
Agrilus titi – gatunek chrząszcza z rodziny bogatkowatych i podrodziny Agrilinae.
Gatunek ten opisany został w 2019 roku przez Eduarda Jendeka i Wasilija Griebiennikowa na łamach Zootaxa. Jako miejsce typowe wskazano górę Korbu w paśmie Banjaran Titi Wangsa w Malezji.
Chrząszcz o niemal równoległobocznym w zarysie ciele długości 4,3 mm. Wierzch ciała jest jednobarwny. Głowa wyposażona jest w oczy złożone o średnicy mniejszej niż połowa szerokości ciemienia. Ciemię jest rzadko pomarszczone i ma pośrodkowy wcisk. Czułki mają piłkowanie zaczynające się od czwartego członu. Przedplecze jest poprzeczne, najszersze pośrodku; ma uwsteczniony płat przedni, lekko łukowate brzegi boczne oraz proste kąty tylne. Na powierzchni przedplecza występują wciski pełny środkowy i para głębokich wcisków bocznych. Prehumerus jest rozwinięty w formę żebrowatą. Boczne żeberka przedplecza są umiarkowanie zbieżne. Pokrywy są całkowicie owłosione i mają osobno wyokrąglone wierzchołki. Przedpiersie ma łukowatą odsiebną krawędź płata oraz płaski i lekko rozszerzony wyrostek międzybiodrowy. Wyrostek międzybiodrowy zapiersia jest płaski. Odwłok ma niezmodyfikowany pierwszy z widocznych sternitów (wentryt) oraz łukowatą wierzchołkową krawędź pygidium.
Owad orientalny, endemiczny dla Malezji, znany tylko z lokalizacji typowej w stanie Perak.